# Palmarès del Club Patí Vilanova
Il Club Patí Vilanova nella sua storia si è aggiudicato tre Coppe del Re; a livello europeo ha conquistato una Coppa CERS. A questi trofei si aggiungono una finale persa di Coppa dei Campioni, due in Coppa CERS e una di Coppa Continentale. 

## Competizioni ufficiali
4 trofei

### Competizioni nazionali
3 trofei
- Coppa del Re: 3

1964, 1968, 1976

### Competizioni internazionali
1 trofeo
- Coppa CERS/WSE: 1

2006-2007

## Altri piazzamenti

### Competizioni nazionali
- Campionato spagnolo

2º posto: 1976-1977
- Coppa del Re

Finale: 1966, 1967, 2010
Semifinale: 1965, 2003, 2012

### Competizioni internazionali
- Coppa dei Campioni/Champions League/Eurolega

Finale: 1976-1977
Semifinale: 1968-1969
- Coppa CERS/WSE

Finale: 2005-2006, 2010-2011
Semifinale: 2011-2012, 2012-2013
- Supercoppa d'Europa/Coppa Continentale

Finale: 2007-2008

## Altre competizioni
- Campionato de Catalunya: 2

1964, 1966